# Erzulie
Erzulie, även kallad Erzili eller Ezili är en gudinna eller kvinnlig ande (loa) inom voodoo. Hon dyrkas under flera tillnamn som representerar hennes olika funktionsområden. Dessa olika aspekter har kallats för Erzulie-familjen, och ibland sagts vara separata andar.
Erzulie beskrivs generellt som kärlekens, hälsans, skönhetens, lyckans, parfymens, blommornas och juvelernas gudinna. Hennes attribut var blek hy, rosa klänningar, hjärtformade medaljer och hjärtan genomborrade av svärd. Hon ska bära tre vigselringar, då hon var gift med tre äkta män samtidigt: Damballa, Agwe och Ogoun. Hennes personlighet skildras som medlidsam men också som nyckfull, lat, svartsjuk och bortskämd, och har beskrivits som en symbol för det stereotypt feminina.
Det finns åtminstone tio olika aspekter med tillnamn för Erzulie.